# Parts per trillion
De Engelse afkorting ppt staat voor parts per trillion ofwel delen per biljoen ofwel per 1.000.000.000.000. Trillion komt hier overeen met een biljoen (zie ook Korte en lange schaalverdeling.) Een massafractie van 1 ng/kg kan bijv. als 1 ppt geschreven worden.
Een ppt is daarmee duizend maal zo weinig als een ppb en een miljoen keer zo weinig als een ppm.
Hoewel een concentratie van 1 ppt inderdaad erg laag is, zijn er technieken in de analytische chemie die resultaten opleveren op de ppt-schaal.
De term wordt een enkele keer ook als afkorting voor parts per thousand of delen per duizend gebruikt. Dit is 1 miljard keer zo veel als delen per biljoen. Het gebruik leidt dus ook mogelijk tot verwarring en vereist soms toch een duidelijkere omschrijving.